# Sylvie Landra
Sylvie Landra est une monteuse française.
Elle a été nommée 4 fois pour le César du meilleur montage.

## Filmographie
- 1994 : Léon, de Luc Besson
- 1995 : Des hommes avec des bas, de Pascal Chaumeil (court-métrage)
- 1996 : Des nouvelles du bon Dieu, de Didier Le Pêcheur
- 1997 : I Got a Woman, de Yvan Attal (court-métrage)
- 1997 : Le Cinquième Élément (The Fifth Element), de Luc Besson
- 1998 : J'aimerais pas crever un dimanche, de Didier Le Pêcheur
- 1999 : Jeanne d'Arc (The Messenger: The Story of Joan of Arc), de Luc Besson
- 2000 : The Dancer, de Fred Garson
- 2001 : Belphégor, le fantôme du Louvre, de Jean-Paul Salomé
- 2001 : Taking Sides, le cas Furtwängler (Taking Sides), de István Szabó
- 2002 : Décalage horaire, de Danièle Thompson
- 2002 : Sueurs, de Louis-Pascal Couvelaire
- 2004 : Catwoman, de Pitof
- 2005 : Un coup de tonnerre (A Sound of Thunder), de Peter Hyams
- 2005 : Viva Cuba, de Juan Carlos Cremata Malberti
- 2005 : Vagabond Shoes, de Jackie Oudney (court-métrage)
- 2006 : Fauteuils d'orchestre, de Danièle Thompson
- 2008 : Secret défense de Philippe Haïm
- 2009 : Le code a changé, de Danièle Thompson
- 2011 : La guerre des boutons de Yann Samuell
- 2011 : Hideaways de Agnès Merlet
- 2014 : Des lendemains qui chantent de Nicolas Castro
- 2016 : Cézanne et moi de Danièle Thompson
- 2017 : L'Un dans l'autre de Bruno Chiche
- 2019 : Lucky Day de Roger Avary
- 2020 : Le Lion de Ludovic Colbeau-Justin
- 2020 : L'Autre de Charlotte Dauphin
- 2023 : La Guerre des Lulus de Yann Samuell
- 2024 : Prodigieuses de Frédéric et Valentin Potier

## Distinctions

### Nominations
- César 1995 : César du meilleur montage pour Léon
- César 1998 : César du meilleur montage pour Le cinquième élément
- César 2000 : César du meilleur montage pour Jeanne d'Arc
- César 2007 : César du meilleur montage pour Fauteuils d'orchestre